# Stadtlauringen
Stadtlauringen är en köping (Markt) i Landkreis Schweinfurt i Regierungsbezirk Unterfranken i förbundslandet Bayern i Tyskland.